# Albert Locher (Politiker, 1856)
Albert Locher (* 12. Januar 1856 in Saint-Imier; † 7. November 1917 in Bern) war ein Schweizer Politiker (FDP) und Landwirt. Von 1899 bis 1917 gehörte er dem Nationalrat an, von 1912 bis zu seinem Tod war er auch Regierungsrat des Kantons Bern.

## Biografie
Locher studierte Recht an der Universität Neuenburg. Er begann anschliessend ein Studium der Agronomie in Tübingen, musste es aber nach dem Tod seines Vaters abbrechen, woraufhin er das Familiengut übernahm. 1886 wurde er in den Grossen Rat des Kantons Bern gewählt, dem er bis 1900 angehörte. Von 1888 bis 1890 amtierte er als Gemeindepräsident von Saint-Imier, danach bis 1911 als Regierungsstatthalter des Amtsbezirks Courtelary. Locher gehörten den Verwaltungsräten verschiedener Unternehmen an: Papierfabrik Perlen (1873–1879), Jura-Simplon-Bahn (1901–1902), Holzstoff-Fabrik Courtelary (1908–1913) und Bern-Neuenburg-Bahn (1915–1916). Zudem amtete er von 1890 bis 1892 als Präsident der Eidgenössischen Bank. Darüber hinaus war er von 1903 bis 1913 Vorstandsmitglied des Schweizerischen Bauernverbandes.
Locher kandidierte bei den Nationalratswahlen 1899 und wurde im Wahlkreis Südjura gewählt. Sechsmal in Folge gelang ihm die Wiederwahl. Im Jahr 1912 wurde er zusätzlich in den Regierungsrat des Kantons Bern gewählt und übernahm die die Leitung des Departements des Inneren. In dieser Funktion beeinflusste er massgeblich das neue Brandversicherungsgesetz und den Entwurf des Kranken- und Unfallversicherungsgesetzes. Bei den Nationalratswahlen am 28. Oktober 1917 wurde er abgewählt, zehn Tage später verstarb er.